# Raps (Unternehmen)
Raps GmbH & Co. KG ist ein 1924 von Adalbert Raps gegründetes deutsches Gewürzunternehmen mit einem Jahresumsatz von ca. 230 Millionen Euro. Das Familienunternehmen hat seinen Sitz in Kulmbach und verarbeitet über 1.700 Rohstoffe. Mit insgesamt sieben Produktionsstätten in Europa und weltweit rund 900 Mitarbeitern produziert Raps jährlich rund 40.000 Tonnen an Lebensmittelinhalts- und Zusatzstoffen.

## Geschichte
Das Unternehmen wurde 1924 vom Apotheker Adalbert Raps in Hamburg gegründet. Neben dem Handel mit Rohgewürzen spezialisierte sich RAPS früh auf die Entwicklung individueller Rezepturen. Ein wichtiger Meilenstein war die Einführung von Glutalin im Jahr 1951, welcher als erster Geschmacksverstärker für die Wurstproduktion weltweit gilt.
Am „Goldenen Feld“ in Kulmbach entstand 1953 eine eigene Fabrik, ausgestattet mit modernen Mahl- und Mischanlagen sowie einer Gewürzentkeimungsanlage nach amerikanischem Vorbild. Bald wird die gesamte Produktion nach Kulmbach verlagert, in Hamburg bleibt wegen der strategischen Anbindung an den Hafen bis 1972 ein Einkaufsbüro bestehen.
Nach dem Tod des Firmengründers im Jahr 1975 übernahmen Horst Kühne und Waldemar Pfeiffer die Geschäftsleitung. Mit der zweiten Generation kam ab 1980 dem Coating-Verfahren eine immer größere Bedeutung zu, welches sich in der Lebensmittelindustrie zunehmend etablierte. Nach der Expansion in den internationalen Markt gegen Ende der 70er Jahre hat sich RAPS zu einem global agierenden Unternehmen entwickelt. Der Exportanteil liegt heute bei über 60 Prozent.
1992 stellt RAPS die erste Extraktionsanlage ohne chemische Lösungsmittel, die CO2-Extraktionsanlage, vor, in der durch überkritisches CO2 Aromaträger aus dem Gewürz gelöst werden.
Im Jahr 2024 feierte RAPS sein 100-jähriges Firmenjubiläum.

## Unternehmen

### Unternehmensstruktur
Raps besitzt 7 Produktionsstätten in Deutschland und Österreich, pro Tag werden bis zu 2.000 Lieferungen in über 80 Länder versandt. Von den rund 900 Mitarbeitern weltweit arbeiten 550 am Hauptsitz in Kulmbach.
Die Raps GmbH & Co. KG unterhält die Tochterunternehmen:
- Batania Direct GmbH, Kulmbach, Deutschland (100 %)
- Raps Fresh GmbH, Versmold, Deutschland (100 %)[10][11]
- Biova GmbH, Wildberg bei Stuttgart, Deutschland[12]
- LogSpice GmbH, Kulmbach, Deutschland[13]

Internationale Tochtergesellschaften von RAPS sitzen in Frankreich, Ungarn, Benelux, Österreich, Polen, Rumänien, Schweiz, Serbien, Italien, Spanien und dem Vereinigten Königreich.
Die Geschäftsleitung der Firma RAPS setzt sich zusammen aus:
- Oliver Ebneth, Chief Executive Officer (CEO)
- Marin Vonmetz, Chief Financial Officer (CFO)
- Udo Martens, Chief Operating Officer, COO
- Katja Dölger, Chief Procurement Officer, CPO
- Petra Seidler, Chief Human Ressources Officer, CHRO
- Maximilian Heindl, Director Marketing & Sales Germany, Austria and Switzerland[15]

### Marktsegmente und Vertrieb
- Industrie: Raps beliefert Unternehmen in der internationalen lebensmittelverarbeitenden Industrie (Fleisch und Wurst, Fisch und Feinkost, Fertig- und Tiefkühlgerichte, Süßwaren und Snacks, Molkereiprodukte, Brot und Backwaren)
- Delico: Raps unterstützt über 22.000 Verkaufsstellen des Fleischhandwerks, der Feinkosttheken sowie des Lebensmitteleinzelhandels.
- Foodservice: Raps beliefert rund 5000 Kunden (Caterer, Gemeinschaftsverpflegungen, Gastronomie)

### Produkte
Das Portfolio umfasst:
- Gewürze, Gewürzmischungen und Kräuter
- Inhaltsstoffe und Compounds für die Herstellung von Fleisch-, Fisch-, Molkerei-, Backwaren- und Convenience-Produkten
- Funktionelle Ingredienzien
- Saucen, Marinaden, Pestos, Dressings, Toppings und Füllungen für Fisch-, Fleisch-, Molkerei- und Convenience-Produkte
- Vegetarische und vegane Fleischersatz- und Fleischreduktionsprodukte
- Bio-Produkte: Gewürze und Kräuter, Gewürzmühlen und Marinaden
- Starterkulturen für Rohwurstwaren

### Techniken
Folgende Herstellungsverfahren nutzt Raps.
- Frostkaltvermahlung (Verfahren zur Haltbarmachung von Rohstoffen in inerter Stickstoffatmosphäre, sorgt für  mehr Würzkraft)
- CoaTec (Verkapselung von Additiven und Wirkstoffen und gezielte Freisetzung von Wirkmechanismen)
- Flavocaps (mikroverkapselte Aromen, keimarm, streufähig, lager- und aromastabil)
- Plant Press (1960 extrahierte RAPS als erstes Gewürzwerk der Welt natürliche Öle)
- CO2-Hochdruckextraktion (Herstellung natürlicher, lösungsmittelfreier Additive und Wirkstoffe)
- CPF-Technologie (macht Flüssigkeiten streufähig)

## Trivia
Nach Adalbert Raps wurde die Berufliche Oberschule Kulmbach benannt.